# Ural Rex
Ural Rex ist eine natürliche Hauskatzenrasse aus Russland, die seit 2006 von der World Cat Federation anerkannt ist. Ihr besonderes Merkmal ist ein doppelt gelocktes Fell.

## Herkunft und Zuchtgeschichte
Die Züchtung der Rasse begann 1994. Um den Genpool zu erweitern wurden Keltisch Kurzhaar eingekreuzt. Das Verpaaren mit anderen Rassen ist nicht erlaubt. Derzeit wird die Ural Rex noch ausgekreuzt. In der Region Jekaterinburg wird die grundlegende Zuchtarbeit unter anderem im Verein "GRACE"/WCF vorgenommen. 1997 nahm eine Züchterin zwei weibliche Rexkatzen sowie einen Kater nach Moskau mit. Diese Katzen waren die Grundlage für die Züchter in Moskau. Im Jahre 1999 wurden zwei Würfe geboren. Im August 2006 wurde die Ural Rex durch den WCF anerkannt. 2007 wurden die Ural Rex auch nach Deutschland importiert, der erste Hybridennachwuchs in Deutschland konnte im August 2008 registriert werden.
Das Rexgen der Ural Rex ist rezessiv.

## Merkmale
Die Ural Rex ist eine mittelgroße, relativ kurze, muskulöse und schlanke Katze. Die Beine sind mittellang aber schlank. Der Kopf ist ein kurzer, breiter gleichseitiger Keil. Die breite Stirn ist flach. Das Profil ist in Höhe des unteren Augenlids leicht geschwungen. Die Wangenknochen sind betont und mit deutlichem Pinch. Die Schnauze ist breit und das Kinn und der Unterkiefer sind kräftig. Die Ohren sind mittelgroß mit gerundeten Spitzen, hoch auf dem Kopf platziert und aufrecht stehend. Die Augen sind groß, oval und schräg gestellt. Sie sind weit auseinandergesetzt (mindestens eine Augenbreite). Die Augenfarbe ist harmonisch und zur Fellfarbe passend.
Das Fell (nur Unterfell) ist mittellang, fein, weich, seidig und dicht. Es bedeckt in lockeren Wellen und Kräuseln den gesamten Körper und den Schwanz. Das besondere Merkmal dieser Rasse ist die auffallende Elastizität der Welle. Die Ural Rex gibt es in der kurzhaarigen und langhaarigen Variante. Bei Halblanghaar sieht das Fell der Katze etwas ungeordnet aus. Sie wirkt wie eine LaPerm. Black-Tabbys zeigen – neben der typischen Nasenspiegel-Zeichnung und dem „M“ auf der Stirn – einen braunen oder goldenen Körperfarbton ohne Zeichnung.